# 自殺配信
自殺配信（じさつはいしん、英語: live-stream suicide）とは、自殺する様子を撮影し、配信すること。自殺中継、自殺生中継などとも表現されることもある。定義として「インターネット上で時間差なく（希死念慮、自殺計画、自殺未遂を含む）自殺傾向を自己開示すること」と定義する文献もある。

## 概要
スマートフォンなどのIoTの発達によりインターネットが日常生活に浸透し、個人が自殺する過程をSNSやネット配信を通じて生中継することが可能になったが、インターネットが本格的に浸透する以前も、政治家のR・バド・ドワイヤーの自殺など、公共放送において意図的に自殺する過程を不特定多数の人に対して公開するといった事例はあった。公の場で自殺を行う事例は、日本では三島由紀夫の三島事件や、あえて苦痛の伴う自殺方法である焼身自殺を選択するなど、大衆に対して、しばしば政治的または社会的に訴えかける目的で公に自殺が行われる事がある。1974年、テレビ番組の生放送中に突然自殺をしたニュースキャスターのクリスティーン・チュバックはうつ病を患っていた。
自殺配信はYouTube、TikTok、Weibo、X、Instagram、Facebook、ツイキャス、ニコニコ生放送など、様々なプラットフォームで行われる。

## 原因
自殺する様子を生中継する理由は、政治的または社会的な訴え、精神錯乱、助けを求めるため、自己顕示欲、承認欲求などである。多くの場合、自殺理由が遺書に書かれていたとしても自殺配信理由は書かれていない場合が多い。自殺する過程を生配信することで、一種の観音化によって注目が集まり欲求を満たすことができる、他の人々から認められたいという欲求が表出されるとき、このような行動が現れるなどという考察もある。

## 対策
根本的には、自殺を防止するために自殺に関する基本的な対策が必要である。応急的には、人工知能や機械学習などを用いた自殺リスクの検出や、自殺の美化などを防止するための自殺防止ガイドラインの遵守などが必要である。Facebookは自殺配信を試みている動画を見たユーザーが自殺しようとしている本人に直接連絡したり、Facebookに報告できるような仕様に変更したり、既存の自殺防止ツールとライブ動画配信のFacebookライブ、メッセンジャーサービスを統合し、自殺傾向のあるユーザーの特定に人工知能を役立てるとした。

## 影響
通常の自殺とは異なり、自殺配信は不特定多数の人がそれを閲覧するため、ウェルテル効果によって閲覧者の自殺リスクが上昇する可能性がある。2023年4月に韓国ソウル江南区で15歳の女子中学生が高層ビルの屋上から飛び降りる様子を配信した事件以降8日間で、以前の平均と比較して自殺関連事案が30.1％増加した。また、自殺行動に関連した影響だけでなく、自殺配信は衝撃映像や事故映像などと同じくトラウマやPTSDを引き起こす可能性がある。自殺配信が発生した後、その動画を視聴した場合のトラウマやPTSDのような症状が報告されている。

## 近年の傾向と特徴
中国では2003年から2016年の間に少なくとも193件の自殺配信に関連する事件が報告されており、ネット上での自殺未遂と自殺は近年増加傾向にある。中国におけるオンライン自殺中継の事例193件を分析し、以下のような特徴を明らかにている。
- 性別の比率: 男性1人に対し女性1.7人
- 平均年齢: 24.6 ± 6.1 歳 (男性、25.6 ± 7.0、女性、23.9 ± 5.2。最低年齢は 15 歳、最高年齢は 50 歳)
- 職業: 無職15.7%
- 場所: 自宅35.2%
- プラットフォーム: インスタントメッセージアプリ52.8%
- 誘因: 性別によって自殺の誘因に違いが見られ、女性は男性よりも人間関係の問題を誘因とする傾向が高く、男性は女性よりも経済的な問題や仕事上のストレスを誘因とする傾向が高い
- 精神障害の有無 : オンライン自殺中継を行った人のうち、19件（全体の9.8%）で精神障害の報告があった。その内訳は、うつ病が89.5%、不安障害が5.3%、パーソナリティ障害が5.3%であった。
- 自殺未遂歴 : オンライン自殺中継を行った人のうち、12件（全体の6.2%）で自殺未遂歴の報告があった。